# Accra Sports Stadium
Das Accra Sports Stadium (2004–2010: Ohene-Djan-Stadion, englisch Ohene Djan Stadium) ist ein 40.000 Menschen fassendes Fußballstadion in der ghanaischen Hauptstadt Accra.

## Name
Ursprünglich trug es den Namen Accra Sports Stadium, bis es 2004 nach Ohene Djan, dem ersten Sportdirektor des Landes, benannt wurde. Die Umbenennung war vor allem unter den Ga in Accra umstritten, in deren Augen der wegen Untreue verurteilte Djan kein würdiger Namensgeber sei und das Stadion als ein zentrales Bauwerk der Hauptstadt ein angemessener Ort gewesen wäre, einen prominenten Ga zu ehren. Trotz der Kontroverse gilt das Stadion allgemein als Nationalstadion. Im Jahr 2010 erfolgte die Rückbenennung in seinen heutigen Namen.

## Nutzung
Die beiden populären Clubs Hearts of Oak SC und Great Olympics tragen im Ohene Djan Stadium ihre Heimspiele aus. Gelegentlich spielt dort auch die ghanaische Nationalmannschaft.
Im Ohene Djan Stadium fanden neun Spiele des Afrika-Cup 2000 in Ghana und Nigeria statt. Auch das Finale des Afrika-Cup 1978 wurde im damaligen Accra Sports Stadium ausgetragen. Im Mai 2001 kam es dort während eines Spiels zu einer Massenpanik, bei der 126 Menschen ums Leben kamen.
Für den Afrika-Cup 2008 wurde das Stadion modernisiert und auf FIFA-Standard umgebaut. Nach Abschluss der Bauarbeiten im Oktober 2007 wurde die Anlage mit einem Fußballturnier unter vier Nationen (dem Zenith Cup) eröffnet, aus dem Ghana als Sieger hervorging.
Die Afrikaspiele 2023, die auf März 2024 verschoben wurden, und die Para-Afrikaspiele 2023 fanden hier statt.